# Megalotocepheus japonicus
Megalotocepheus japonicus är en kvalsterart som beskrevs av Aoki 1965. Megalotocepheus japonicus ingår i släktet Megalotocepheus och familjen Otocepheidae.

## Underarter
Arten delas in i följande underarter:
- M. j. japonicus
- M. j. setosus